# Lasius platythorax
Lasius platythorax (лат.) — вид муравьёв из рода Lasius (подсемейство Formicinae).

## Распространение
Встречаются в западной Палеарктике (от Испании и на восток до Западной Сибири).

## Описание
Мелкие почвенные муравьи, сходные с чёрным садовым муравьём. Рабочие имеют длину около 3—5 мм, самки крупнее (7—10 мм).

## Сходные виды
Ранее этот вид объединяли с обычным чёрным садовым муравьём Lasius niger. И только в 1991 году они были разделены, из-за наличия как морфологических (у L. platythorax больше отстоящих волосков на скапусе усиков и голенях, сплюснутая мезосома), так и экологических отличий (более мезофильный).